# IV rozbiór Polski
IV rozbiór Polski – sformułowanie używane przez historiografię oraz publicystykę polską, a niekiedy też zagraniczną, na określenie kilku wydarzeń z historii Polski. Hasło „IV rozbiór Polski” ma podkreślać szczególnie negatywny wydźwięk dla Polski danego wydarzenia.

## 1939 – podział II Rzeczypospolitej
Współcześnie najczęściej określa się tym terminem podział państwa polskiego po jego upadku w 1939 roku w wyniku współdziałania dyplomatycznego i militarnego Związku Socjalistycznych Republik Radzieckich i III Rzeszy.

Podział Polski i Europy Wschodniej na podstawie paktu Ribbentrop-Mołotow

Terminem IV rozbiór Polski określa się też podział państwa polskiego po jego upadku w 1939 roku w wyniku współdziałania dyplomatycznego i militarnego Związku Socjalistycznych Republik Radzieckich i III Rzeszy.
Terminu „IV rozbiór Polski” używali jeszcze przed wybuchem II wojny światowej dyplomaci radzieccy i niemieccy:

Nie widzę dla nas innego wyjścia, jak czwarty rozbiór Polski.

Polacy czują się pewni siebie, bo liczą na poparcie Francji i Anglii i na pomoc materiałową Rosji, ale mylą się. Tak jak Hitler nie uważał za możliwe załatwić sprawy Austrii i Czechosłowacji bez zgody Włoch, tak nie myśli on dziś o tym, by załatwić spór polsko-niemiecki bez Rosji. Były już trzy rozbiory Polski; zobaczycie czwarty!

Bezpośrednio przed wybuchem II wojny światowej, 23 sierpnia 1939 roku, został podpisany pakt Ribbentrop-Mołotow, który był podstawą współdziałania III Rzeszy i ZSRR po wybuchu wojny.
1 września 1939 roku rozpoczęła się agresja III Rzeszy na Polskę, a 17 września – agresja ZSRR na Polskę. Najeźdźcy część okupowanego przez siebie terytorium II Rzeczypospolitej przekazali, wbrew prawu międzynarodowemu, innym państwom: Niemcy przekazały 21 listopada 1939 część terytorium Polski okupowanego przez Wehrmacht (Spisz i Orawa) Słowacji, ZSRR zaś część terytorium Polski okupowanego przez Armię Czerwoną (Wilno z okręgiem) przekazał 10 października 1939 Litwie. Akty prawne rozporządzające terytorium II Rzeczypospolitej jako sprzeczne z ratyfikowaną przez Niemcy i Rosję Konwencją haską IV (1907) były nieważne w świetle prawa międzynarodowego i nie były uznawane zarówno przez Rząd RP na uchodźstwie, jak i państwa sojusznicze wobec Polski, a także państwa trzecie (neutralne) przez cały czas trwania II wojny światowej.
Wobec wydarzeń po 17 września 1939 roku – podział państwa polskiego przez Rzeszę Niemiecką i ZSRR – sprzymierzone z Polską Wielka Brytania i Francja (które na napaść hitlerowską zareagowały 3 września formalnym wypowiedzeniem wojny Niemcom bez podjęcia działań wojennych, tzw. „dziwna wojna”) ograniczyły się do słownego potępienia działań ZSRR, odmawiając uznania jakoby państwo polskie i jego rząd faktycznie przestały istnieć, jak uzasadniał napaść Mołotow.

## Inne wydarzenia określane terminem „IV rozbiór Polski”
W wyniku trzech rozbiorów, które miały miejsce w 1772, 1793 i 1795 roku, Rzeczpospolita zniknęła z mapy Europy, a jej terytorium zostało podzielone pomiędzy Rosję (zabór rosyjski), Prusy (zabór pruski) i Austrię (zabór austriacki). W okresie zaborów narodził się termin IV rozbiór Polski. Był on później kilkakrotnie używany w różnych okresach.

### 1815 – podział Księstwa Warszawskiego

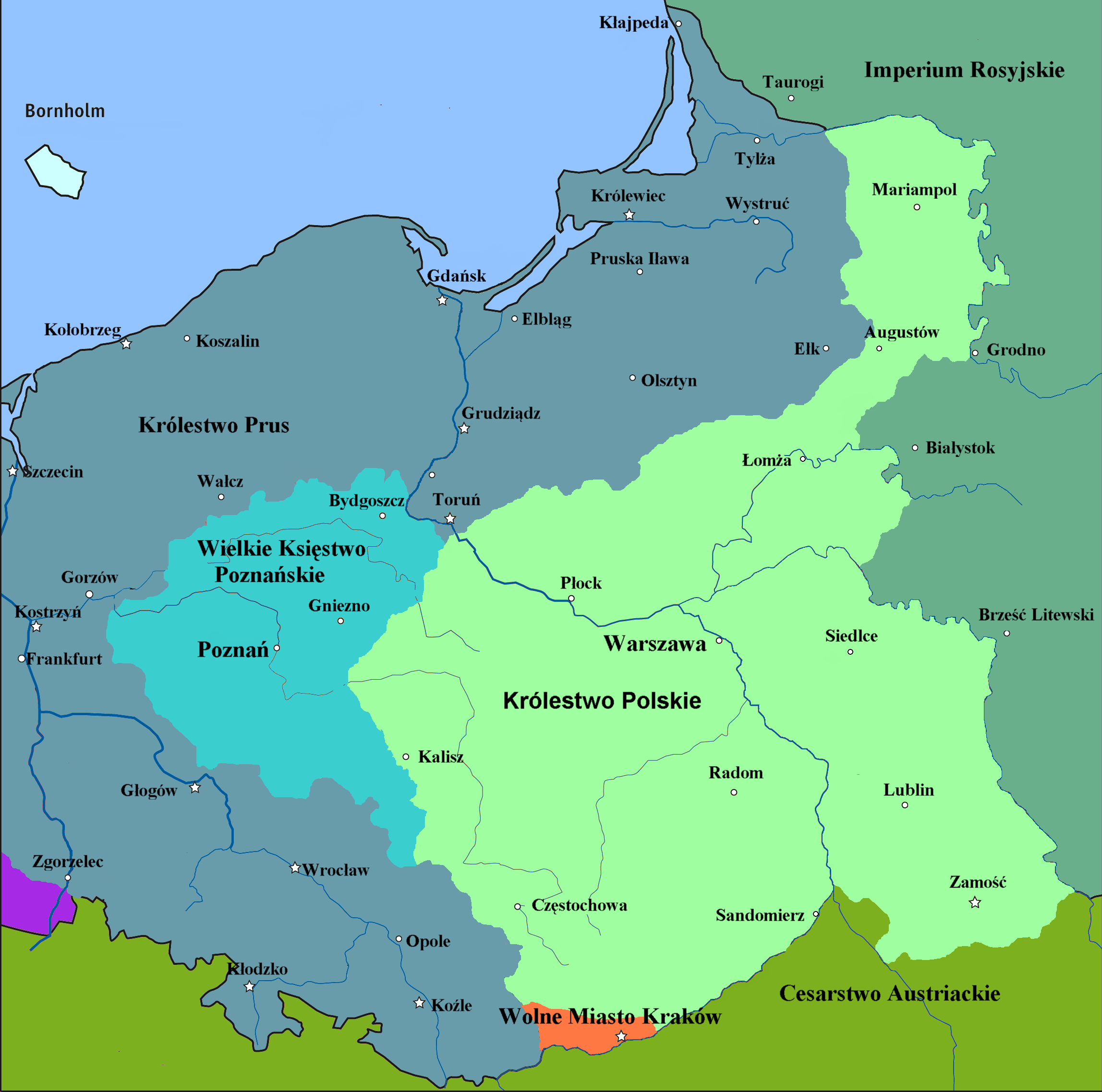
Podział Księstwa Warszawskiego

W okresie wojen napoleońskich Polacy odzyskali część terytorium zaboru pruskiego. Wyzwolony obszar został nazwany Księstwem Warszawskim. Terytorium to zostało w 1809 roku powiększone o obszar zaboru austriackiego. Jednak po klęsce Napoleona, obszar ten znalazł się pod kontrolą rosyjską. O jego dalszym losie miały zdecydować zwycięskie mocarstwa.
Na kongresie wiedeńskim z 1815 roku przywódcy europejscy podjęli decyzję o likwidacji Księstwa Warszawskiego. Ostateczny kształt nowych granic został w dwustronnych traktatach podpisanych przez Rosję z Austrią i Prusami 3 maja 1815 roku, a następnie włączonych do porozumienia końcowego, podpisanego 9 czerwca 1815 roku.
- Cesarstwo Austrii zagarnęło Podgórze wraz z żupami solnymi w Wieliczce
- Królestwo Prus zachodnią część księstwa: departament bydgoski z Toruniem, poznański i część kaliskiego (tzw. Wielkie Księstwo Poznańskie)
- Imperium Rosyjskie zajęło pozostałe obszary Księstwa Warszawskiego (4/5 obszaru). Utworzono na nich autonomiczne Królestwo Polskie
- powstało państwo: Wolne Miasto Kraków.

Uczestnicy kongresu w Wiedniu zdawali sobie sprawę, że podział Księstwa jest w rzeczywistości kolejnym rozbiorem Polski. Historyk Adam Zamoyski w swojej obszernej, wydanej po angielsku, pracy: „1815. Upadek Napoleona i Kongres Wiedeński” napisał: „Zaproszony do udziału w spotkaniu Castlereagh (minister spraw zagranicznych Anglii) wyraził zgodę, pod warunkiem, że będzie mógł zadeklarować publicznie wstręt, jakim napawa go sama koncepcja rozbioru Polski, gdyż nie chce przejść do historii jako człowiek uczestniczący w takim akcie”.
W polskiej historiografii zwykło się określać wydarzenia kongresu jako IV rozbiór Polski.

### 1918 – traktat brzeski
W toku I wojny światowej 5 listopada 1916 roku cesarze Niemiec i Austrii zapowiedzieli powstanie Królestwa Polskiego (akt 5 listopada). Pod wpływem tej zapowiedzi na obszarze Królestwa Kongresowego, okupowanym przez państwa centralne, pojawiły się pierwsze od dawna polskie organy władzy, jak Rada Regencyjna. Równocześnie kształtowała się polska administracja i podporządkowane państwom centralnym wojsko.
Jednakże już pod koniec 1917 roku Austria i Niemcy dokonały zwrotu w swojej polityce. Zachęcone możliwością pozyskania zboża i surowców z obszaru Ukrainy postanowiły zawrzeć z Ukraińską Republiką Ludową porozumienie. Na mocy traktatu brzeskiego z 9 lutego 1918 roku władze ukraińskie w zamian za dostawy dla państw centralnych zostały uznane i przyłączono do ich terytoriów Chełmszczyznę i Podlasie, czyli część formalnie tworzącego się Królestwa Polskiego.
Wiadomość ta została oprotestowana przez niemal każdą opcję polityczną na ziemiach polskich. Polacy uznali traktat brzeski za zdradę i IV rozbiór Polski. II Brygada Legionów wystąpiła zbrojnie przeciwko dotychczasowym sojusznikom – Austriakom, przekroczyła front i dołączyła do formowanego przy armii rosyjskiej II Korpusu Polskiego.

### Pozostałe
IV albo V rozbiorem Polski określano niekiedy konferencje w Teheranie, konferencje w Jałcie, Okrągły Stół czy przystąpieniu Polski do Unii Europejskiej. Często rzucenie hasła „IV rozbiór Polski” ma podkreślać szczególnie negatywny wydźwięk dla Polski danego wydarzenia, jednak najczęściej nie jest to adekwatne określenie.